# 214 هـ
214 هـ هي سنة في التقويم الهجري امتدت مقابلةً في التقويم الميلادي بين سنتي 829 و830.

## مواليد
- أحمد بن شعيب النسائي
- أبو القاسم البغوي
- أبو العباس بن مسروق
- عيسى بن مسكين
- موسى المبرقع
- يحيى العبيدلي
- ابن مسروق

## وفيات
- عبد الله بن عبد الحكم المصري